# 須依町
須依町（すえちょう）は、愛知県愛西市の地名。字が15ある。

## 地理
旧佐屋町北西部に位置する。東は稲葉町・北一色町、西は内佐屋町・佐屋町、南は東保町、北は柚木町・日置町に接する。

### 字一覧
（五十音順・読みはyahoo!地図による）
- 北前（きたまえ）
- 喜之助（きのすけ）
- 郷（ごう）
- 郷東（ごうひがし）
- 佐原（さはら）
- 庄屋敷（しょうやしき）
- 須賀割（すかわり）
- 砂山（すなやま）
- 大正（たいしょう）
- 寅新田（とらしんでん）
- 白山（はくさん）
- 東田面（ひがしだめん）
- 前田面（まえだめん）
- 元屋敷（もとやしき）
- 屋敷（やしき）

## 歴史

### 町名の由来
須賀村と依田村の合併による合成地名。

### 沿革
- 1878年（明治11年） - 海東郡須賀村と依田村が合併し、同郡須依村が成立する[2]。
- 1887年（明治20年） - 西善太新田村のうち、北前・佐原・須賀割・喜之助を編入する[2]。
- 1889年（明治22年） - 合併により、佐依木村大字須依となる[2]。
- 1906年（明治39年） - 合併により、佐屋村大字須依となる[2]。
- 1955年（昭和30年） - 町制施行により、佐屋町大字須依となる[2]。
- 2005年（平成17年）4月1日 - 合併に伴い、愛西市須依町となる[2]。

## 世帯数と人口
2019年（令和元年）5月1日現在の世帯数と人口は以下の通りである。
| 町丁   | 世帯数    | 人口    |
| ------ | --------- | ------- |
| 須依町 | 1,547世帯 | 4,238人 |

### 人口の変遷
国勢調査による人口の推移
| 2005年（平成17年） | 4,520人 | [ WEB 6 ] |  |
| 2010年（平成22年） | 4,533人 | [ WEB 7 ] |  |
| 2015年（平成27年） | 4,364人 | [ WEB 8 ] |  |

## 小・中学校の学区
市立小・中学校に通う場合、学区は以下の通りとなる。
| 字                                                       | 小学校               | 中学校             |
| -------------------------------------------------------- | -------------------- | ------------------ |
| 北前・佐原 大正・庄屋敷 東田面・白山                     | 愛西市立佐屋小学校   | 愛西市立佐屋中学校 |
| 須賀割・寅新田 屋敷・前田面 郷・砂山 喜之助・郷東 元屋敷 | 愛西市立佐屋西小学校 | 愛西市立佐屋中学校 |

## 交通

### 鉄道
名古屋鉄道（名鉄）
■ 尾西線 佐屋駅

### バス
- 愛西市巡回バス（2020年4月1日現在）[WEB 10]

|    | 停留所名       | ルート                 |
| -- | -------------- | ---------------------- |
| 2  | 中央図書館     | 佐屋西、佐屋中央       |
| 6  | 佐屋駅南       | 佐屋西、佐屋中央、立田 |
| 19 | 須依元屋敷     | 佐屋西                 |
| 20 | 須依郷         | 佐屋西                 |
| 21 | ヨシヅヤ佐屋店 | 佐屋西、佐屋中央、立田 |
| 29 | いちい信用金庫 | 佐屋中央               |

### 道路
- 愛知県道458号一宮弥富線（巡見街道）[1]
- 愛知県道125号佐屋多度線[1]

## 施設
- 愛西市立佐屋小学校[1]
- 愛西市立佐屋中学校[1]
- 愛西市図書館[1]
- 母子センター[1]
- 市営グラウンド[1]
- 美和多保育園[1]
- 荒井製作所[1]
- 浄土宗福常寺[1]
- 真宗大谷派浄法寺[1]
- 八幡社[1]
- 天神社[1]

## その他

### 日本郵便
- 郵便番号 : 496-0902[WEB 3]（集配局：津島郵便局[WEB 11]）。

### WEB
1. ↑  “愛知県愛西市の町丁・字一覧”.   人口統計ラボ. 2017年8月8日閲覧。
2. 1 2  “人口・世帯数（佐屋地区）” (PDF).   愛西市 (2019年5月1日). 2019年5月14日閲覧。
3. 1 2  “郵便番号”.  日本郵便. 2019年5月13日閲覧。
4. ↑  “市外局番の一覧”.   総務省. 2019年5月13日閲覧。
5. ↑  “Yahoo!地図 愛知県愛西市須依町”. 2017年8月8日閲覧。
6. ↑  総務省統計局 (2014年6月27日). “平成17年国勢調査の調査結果(e-Stat) - 男女別人口及び世帯数 －町丁・字等”. 2019年3月23日閲覧。
7. ↑  総務省統計局 (2012年1月20日). “平成22年国勢調査の調査結果(e-Stat) - 男女別人口及び世帯数 －町丁・字等”. 2019年3月23日閲覧。
8. ↑  総務省統計局 (2017年1月27日). “平成27年国勢調査の調査結果(e-Stat) - 男女別人口及び世帯数 －町丁・字等”. 2019年3月23日閲覧。
9. ↑  “小・中学校”.   愛西市. 2019年5月14日閲覧。
10. ↑  愛西市. “愛西市巡回バス”. 2024年4月9日閲覧。
11. ↑  “郵便番号簿 2018年度版” (PDF).   日本郵便. 2019年5月8日閲覧。

### 書籍
1. 1 2 3 4 5 6 7 8 9 10 11 12 13 14 15 16  「角川日本地名大辞典」編纂委員会 1989, p. 1871.
2. 1 2 3 4 5 6 7  「角川日本地名大辞典」編纂委員会 1989, p. 720.